# Edward Mulhare
Edward Mulhare (Cork (Ierland), 8 april 1923 - Los Angeles (Californië), 24 mei 1997) was een Amerikaans acteur van Ierse afkomst.
Hoewel bij het publiek vooral bekend als Devon Miles uit de serie Knight Rider, speelde hij ook vele andere rollen. Ook in de serie The Ghost & Mrs. Muir had Mulhare een belangrijke rol. Voor zijn rol in deze serie werd hij in 1969 genomineerd voor een Emmy.
Ook had hij belangrijke rollen in films als Von Ryan's Express en Our Man Flint en speelde hij een klein rolletje in de Bondfilm You Only Live Twice. 
De sterk op Rex Harrison lijkende Mulhare had in de periode 1965-1967 ook op Broadway veel succes. Hij speelde Henry Higgins in My Fair Lady.
Kort voor zijn dood in 1997 werd hij herenigd met voormalige co-ster David Hasselhoff, in een aflevering van Baywatch Nights.
Zijn laatste rol was in de film Out to Sea (1997), met Walter Matthau en Jack Lemmon in de hoofdrollen. Later dat jaar stierf Mulhare aan longkanker, 74 jaar oud.

## Filmografie
- Look Up and Live Televisieserie - Gerald Manley Hopkins (Afl., Priest and Poet, Gerald Manley Hopkins, 1954)
- Giv'a 24 Eina Ona (1955) - James Finnegan
- London Playhouse Televisieserie - Politieagent (Afl., The Guv'nor, 1956)
- The Adventures of Robin Hood Televisieserie - Verschillende rollen (9 afl., 1956-1957)
- Studio One Televisieserie - Liam O'Neill (Afl., Eight Feet to Midnight, 1957)
- Lamp Unto My Feet Televisieserie - Rol onbekend (Afl., The Hand of God, 1957)
- Kraft Television Theatre Televisieserie - Rol onbekend (Afl., Night of the Plague, 1957|The First and the Last, 1957)
- The United States Steel Hour Televisieserie - Algernon (Afl., Who's Earnest?, 1957)
- The Catholic Hour Televisieserie - Rol onbekend (Afl., Little Moon of Alban, 1961)
- The Outer Limits Televisieserie - Professor Mathers (Afl., The Sixth Finger, 1963)
- Mr. Novak Televisieserie - Rand Hardy (Afl., He Who Can Does, 1963)
- The Farmer's Daughter Televisieserie - Wolfie (Afl., Katy and the Prince, 1964)
- Signpost to Murder (1964) - Dr. Mark Fleming
- Daniel Boone Televisieserie - Admiral Lord Clydesdale (Afl., The Ben Franklin Encounter, 1965)
- Von Ryan's Express (1965) - Kapitein Costanzo
- Daniel Boone Televisieserie - Colonel Marcus Worthing (Afl., Empire of the Lost, 1965)
- Convoy Televisieserie - Captain Kurt Von Krug (Afl., The Duel, 1965)
- Our Man Flint (1966) - Malcolm Rodney
- Run for Your Life Televisieserie - Clive Darrell (Afl., The Savage Machines, 1966)
- Twelve O'Clock High Televisieserie - Kurt Halland (Afl., Siren Voices, 1966)
- Eye of the Devil (1966) - Jean-Claude Ibert
- The Girl from U.N.C.L.E. Televisieserie - Sir Terrance Keats (Afl., The Mata Hari Affair, 1966)
- Twelve O'Clock High Televisieserie - Col. Schotten (Afl., The Duel at Mont Saint Marie, 1966)
- Caprice (1967) - Sir Jason Fox
- You Only Live Twice (1967) - Britse diplomaat (Niet op aftiteling)
- Cowboy in Africa Televisieserie - Brian Hilliard (Afl., The Man Who Has Everything, 1967)
- Daniel Boone Televisieserie - Colonel Burton (Afl., Secret Code, 1967)
- Custer Televisieserie - Sergeant Sean Redmond (Afl., The Gauntlet, 1967)
- The F.B.I. Televisieserie - Major Damian Sava (Afl., The Hostage, 1967)
- Gidget Grows Up (Televisiefilm, 1969) - Alex MacLaughlin
- The Ghost & Mrs. Muir Televisieserie - Capt. Daniel Gregg (50 afl., 1968-1970)
- The F.B.I. Televisieserie - Otto Strasser (Afl., The Fatal Showdown, 1972)
- The Streets of San Francisco Televisieserie - Amory Gilliam (Afl., Tower Beyond Tragedy, 1972)
- Search Televisieserie - David Pelham (Afl., Operation: Iceman, 1972)
- Cannon Televisieserie - Neal Ray (Afl., Death of a Hunter, 1974)
- The Streets of San Francisco Televisieserie - Cabinet Minister Brian Downing (Afl., One Chance to Live, 1974)
- Ellery Queen Televisieserie - Myles Prescott (Afl., The Adventure of the Two-Faces Woman, 1976)
- Hunter Televisieserie - Colin Berne (Afl., Bluebird Is Back, 1977)
- Most Wanted Televisieserie - Rol onbekend (Afl., The People Mover, 1977)
- Battlestar Galactica Televisieserie - John (Afl., Experiment in Terra, 1979)
- Hart to Hart Televisieserie - Arthur Sydney (Afl., The Man with the Jade Eyes, 1979)
- Knight Rider (Televisiefilm, 1982) - Devon Miles
- Megaforce (1982) - Byrne-White
- Matt Houston Televisieserie - Malcolm James Abicromby (Afl., Whose Party Is It Anyway?, 1983)
- Murder, She Wrote Televisieserie - Richard Bennett (Afl., One Good Bid Deserves a Murder, 1986)
- Knight Rider Televisieserie - Devon Miles (89 afl., 1982-1986)
- Murder, She Wrote Televisieserie - Julian Lord (Afl., Stage Struck, 1986)
- MacGyver Televisieserie - Guy Roberts (Afl., Three for the Road, 1986)
- B-17: The Flying Fortress (Video, 1987) - Verteller (Stem)
- Hotel Televisieserie - Franklin Danforth (Afl., All the King's Horses, 1987)
- Knight Rider 2000 (Televisiefilm, 1991) - Devon Miles
- Spider-Man Televisieserie - Spencer Smythe (Afl., The Spider Slayer, 1995, stem)
- Hart to Hart: Secrets of the Hart (Televisiefilm, 1995) - Rol onbekend
- Baywatch Nights Televisieserie - Dr. Lancaster (Afl., Frozen Out of Time, 1997)
- Out to Sea (1997) - Cullen Carswell

- Biblioteca Nacional de España: XX4608122
- Bibliothèque nationale de France: cb14209489x (data)
- Gemeinsame Normdatei: 101363134X
- International Standard Name Identifier: 0000 0001 2121 0865
- Library of Congress Control Number: no95044141
- Nationale bibliotheek van Australië: 35312548
- Nationale Bibliotheek van Israël: 987007317771705171
- Nederlandse Thesaurus van Auteursnamen: 091438233
- Istituto Centrale per il Catalogo Unico: DDSV228127
- SNAC: w6fj3jdh
- Trove: 907770
- Virtual International Authority File: 12516816
- WorldCat: E39PBJwhyYBy99GFjwvXc7VV4q